# Hromovec (vrch)
Hromovec (894,7 m n. m. ) je nejvyšší vrchol Spišsko-šarišského medzihoria na východním Slovensku. Nachází se v severozápadní části celku, nad obcí Šambron. Zalesněný vrchol poskytuje pouze omezené výhledy na okolí.

## Poloha
Nachází se v severozápadní části Spišsko-šarišského medzihoria, v geomorfologickém podcelku Hromovec. Vrchol leží v okrese Stará Ľubovňa a zasahuje do katastrálního území obcí Šambron a Hromoš. Patří do povodí řeky Poprad, kam směřují vodní toky z úpatí Hromovce.

## Popis
Vrch tvoří horský hřbet, který se táhne okrajem horského pásma ve směru východ-západ. Západní okraj vymezuje potok Šambronka, jižně protéká Trnkový potok coby přítok Ľubotínky a severní svahy jsou pramennou oblastí potoka Hromovec. Masiv má několik vrcholů, přičemž nepojmenovaný nejvýchodnější dosahuje nadmořské výšky 854 m n. m. Vrchol je z velké části porostlý lesem, proto poskytuje omezený výhled. Značené trasy tam stejně nevedou, ale přístup je možný z okolních obcí lesem.

### Výhledy
Navzdory značné nadmořské výšce nenabízí samotný vrchol ucelenější výhledy. Z vhodných lokalit je možné pozorovat zejména okolní pohoří a pohraniční vrchy. Při vhodných podmínkách jsou výhledy i na Slanské vrchy, Bachureň či Spišskou Maguru.

## Přístup
Na vrchol nevede značený chodník a nejsnáze přístupný je po lesních cestách z obce Šambron .